# حدود متقاربة
في تكتونيات الصفائح، يشير مصطلح الحدود المتقاربة، يُعرف كذلك باسم حدود الصفائح الهدامة (نتيجة عملية الاندساس)، إلى منطقة مشوّهة بشكل كبير؛ حيث تتحرك اثنتين من الصفائح التكتونية (أو أكثر) أو أجزاء من غلاف اليابسة تجاه بعضهما البعض ومن ثَم يحدث التصادم. وكنتيجة لعوامل الضغط والاحتكاك وذوبان المواد المكونة للصفائح في طبقة الدثار، يكثر حدوث الزلازل والبراكين في المناطق القريبة من الحدود المتقاربة. وبهذا، عندما تتحرك صفيحتين تجاه بعضهما البعض، فإنها تشكل إما منطقة اندساس وإما يقع التصادم القاري. وهذا يعتمد على طبيعة الصفائح الموجودة. وفي منطقة الاندساس، تتحرك الصفائح التي تسحب لأسفل، والتي عادةً ما تكون صفيحة مغلّفة بـ قشرة محيطية، أسفل صفيحة أخرى، قد تتكون إما من القشرة المحيطية أو القشرة القارية. وفي أثناء التصادمات الواقعة بين صفيحتين قاريتين، تتكون السلاسل الجبلية الكبيرة، مثل جبال الهيمالايا.
|  |  |  |

## الوصف
تتوقف طبيعة الحد المتقارب على نوع الصفائح التي يحدث بينها التصادم. حيث تصطدم الصفيحة المحيطية الكثيفة بالصفيحة القارية الأقل كثافة، ثم تتصدع الصفيحة المحيطية تمامًا من الأسفل بسبب كبر قوة الدفع الحادثة لغلاف الأرض الصخري، الأمر الذي يتسبب في تكوّن منطقة الاندساس. أما عند السطح، فيكون التمثيل الطوبوغرافي عادةً عبارة عن خندق محيطي يظهر على الجانب المحيطي، وتظهر سلسلة الجبال على الجانب القاري. ومن الأمثلة على منطقة الاندساس القارية المحيطية تلك المنطقة التي تمتد على طول الساحل الغربي لـ أمريكا الجنوبية، حيث يتم سحب صفيحة نازاكا لأسفل لتقع بذلك أسفل صفيحة أمريكا الجنوبية.
يحدث النشاط البركاني السطحي (البراكين التي تتواجد عند قاع المحيط أو على سطح الأرض) عادةً فوق المناطق المصهورة، والتي تتكون مباشرةً فوق الصفائح الأرضية. ولا يزال هناك جدل دائر داخل أوساط المجتمع الجيولوجي حول أسباب حدوث ذلك، ومع ذلك، يشير الإجماع العام الذي توصلت إليه الأبحاث الجارية أن انبعاث المواد المتطايرة هو العامل الرئيسي في حدوث ذلك. وحيث إن الصفيحة السفلية تنحدر لأسفل، فإن درجة حرارتها ترتفع طاردةً بذلك المواد المتطايرة (وبخاصة الماء) التي تغلف القشرة المحيطية المسامية. وفي نفس الوقت، ترتفع المياه لتصل إلى طبقة الدثار من الصفيحة العليا، ويؤدي ذلك إلى خفض درجة حرارة منطقة الانصهار في طبقة الدثار المحيطة، مما يؤدي إلى تكوّن مواد مصهورة (صهارة) بالإضافة إلى كميات كبيرة من الغازات المذابة. ثم تطفو تلك المواد المصهورة على السطح، ومن ثَم تشكل مصدرًا لبعض البراكين الأكثر نشاطًا في العالم؛ وذلك نظرًا لاحتوائها على كميات كبيرة من الغازات المضغوطة للغاية (راجع بركان سانت هيلين). ثم تطفو المواد المصهورة على السطح وتبرد، مكونةً سلاسل طويلة من البراكين في الجزء الداخلي من الجرف القاري والموازي له. يتميز النتوء القاري بمنطقة غرب أمريكا الجنوبية بأنه كبير مع هذا النوع من تشكيل الجبال البركانية من منطقة الاندساس الخاصة بصفيحة نازاكا. وفي أمريكا الشمالية، تعد سلسلة كاسكيد الجبلية، الممتدة شمالًا من سييرا نيفادا، أيضًا من النوع التكتوني. وتتميز هذه البراكين بفترات زمنية متناوبة من الانفجارات الهادئة والعرضية التي تبدأ بطرد الغازات المتفجرة المحمّلة بجسيمات دقيقة من الرماد البركاني والأرمدة الزجاجية، يتبعها مرحلة إعادة البناء من المواد المصهورة الساخنة. وتُحاط حدود المحيط الهادئ بالكامل بسلاسل طويلة من البراكين والمعروفة مجتمعةً باسم منطقة الحزام الناري.
في عملية اصطدام اثنتين من الصفائح القارية، فإنه إما أن تلتحم الصفيحتان معًا وينضغطان أو (في بعض الحالات) تتوغل إحدى الصفيحتين تحت الأخرى، فيما يعرف بعملية الاندساس. فأيًا ما كانت الحالة، سيؤدي ذلك إلى إنشاء سلاسل جبلية واسعة. ويتمثل التأثير الدراماتيكي الأكبر الذي تمت ملاحظته في الحد الشمالي من الصفيحة الهندية، الذي يتم اندساسه أسفل جزء من الصفيحة الأوراسية؛ مما يؤدي إلى رفعها، وبالتالي تكوّن سلسلة جبال الهيمالايا وهضبة التبت خلفها. وقد يؤدي كذلك إلى دفع الأجزاء المجاورة من القارة الأسيوية بعيدًا إلى جهة الشرق.

## وصلات خارجية
- USGS New Zealand seismicity نسخة محفوظة 10 ديسمبر 2005 على موقع واي باك مشين.